# Linia kolejowa nr 938
Linia kolejowa nr 938 – niezelektryfikowana, jednotorowa linia kolejowa, łącząca stację Warszawa Jelonki ze stacją Radiowo otwarta w drugiej połowie 1952.

## Historia
Trakt został zbudowany przez Polskie Przedsiębiorstwo Robót Kolejowych nr 7 w latach 1951-1952, jako linia nr 509 do Huty Warszawa (wjazd przez bramę kolejową nr 1 przy ul. Wólczyńskiej). Prowadzi od stacji Warszawa Jelonki do powstałej w tym samym czasie stacji Radiowo, zlokalizowanej przed bramą huty (obecnie ArcelorMittal Warszawa). Jej długość wynosi 9,154 km. 
Linia posiadała w przeszłości odgałęzienia: 
- od km 4 do Wojskowej Akademii Technicznej (zlikwidowana w 2002),
- od km 4,774 do Jednostki Wojskowej nr 4271 (zlikwidowana w 2014) i na lotnisko Babice (dawniej Lotnisko Bemowo, rozebrana w 1976)[2].

Do 1960 na terenie huty powstała sieć torowisk wewnętrznych o łącznej długości około 20 km wraz z wewnętrzną, czterotorową stacją Buraków. W 1976 zbudowano tor bocznicowy z kilkoma rozgałęzieniami ze stacji Radiowo do wschodniej strony osiedla Placówka, gdzie został wyznaczony teren pod budowę Centrozłomu. Również Wojewódzkie Przedsiębiorstwo Robót Drogowych miało swoją bocznicę z Radiowa, którą rozebrano w 2016.

## Tabor
Linię (do strony Jelonek) obsługiwał tabor PKP (czasem w trakcji podwójnej, gdy wjeżdżały dłuższe i cięższe składy). Z Radiowa do huty kursował tabor zakładowy (w nielicznych przypadkach awaryjnych, całą linię obsługiwał tabor huty, głównie parowozy serii TKh i TKp, potem lokomotywy spalinowe serii SM30, SM32, SM42, SM02 i SM03, od PKP odkupiono m.in. TKp1, OKi2 oraz TKi3).

## Galeria

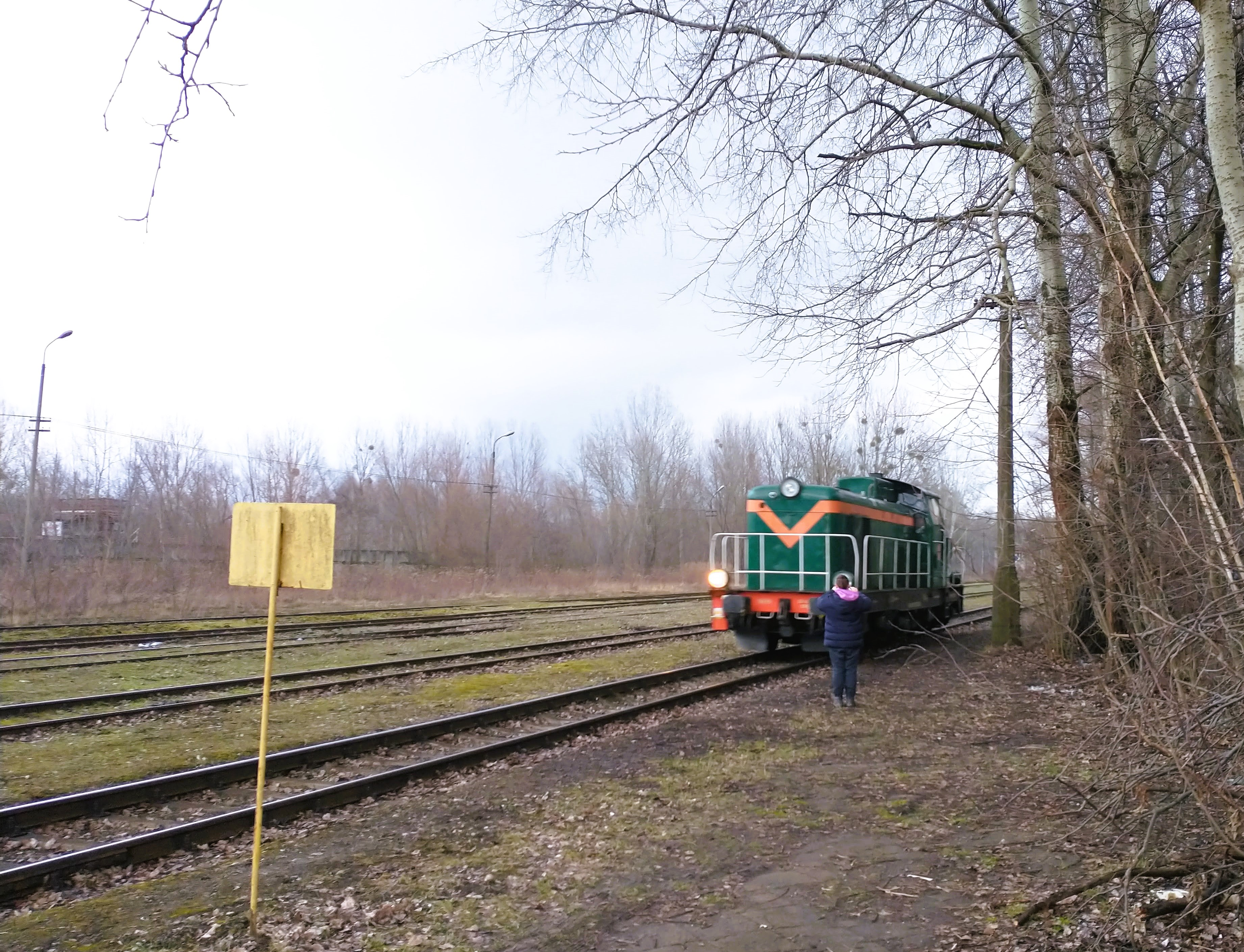
Torowiska stacji Radiowo w stronę huty
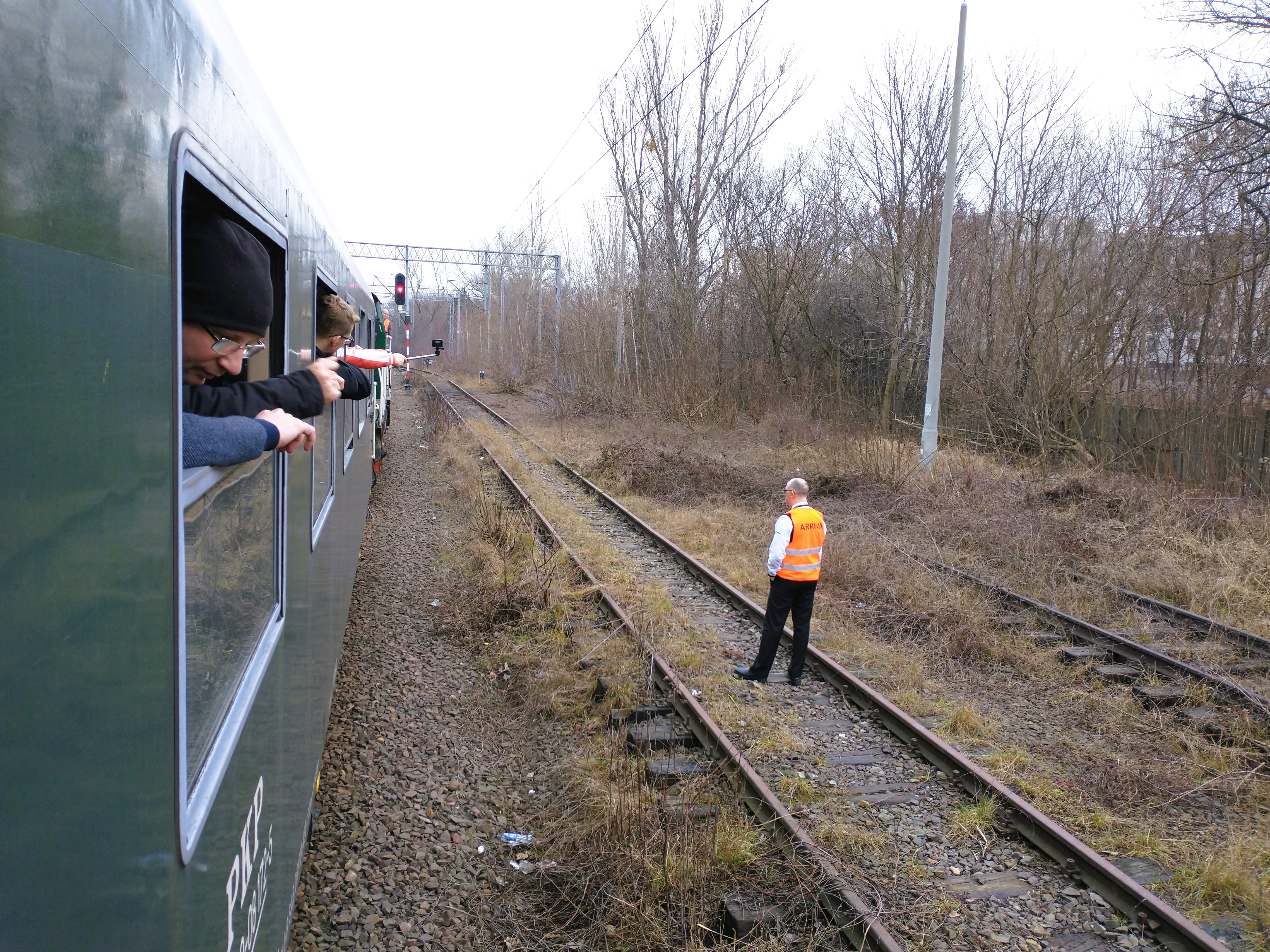
Warszawa Jelonki